# Li Ping-ping
Li Ping-ping (čínsky pchin-jinem Lǐ Bīngbīng, znaky zjednodušené 李冰冰, * 27. února 1973) je čínská herečka a zpěvačka.

## Život a kariéra
Li se narodila ve městě Wu-čchang administrativně spadajícím pod město Charbin v provincii Chej-lung-ťiang. Neměla v úmyslu se stát herečkou, ale nakonec objevila svůj zájem o herectví a nechala se přesvědčit od svých přátel, aby vstoupila do Šanghajské divadelní akademie (1993).
Zahrála si ve filmu Zakázané království (2008) s Jackie Chanem, kde obsadila roli bělovlasé záporačky. V roce 2012 se objevila v roli Ady Wong ve filmu Resident Evil: Odveta vedle herečky Milly Jovovich. O dva roky později se objevila ve čtvrtém pokračování série Transformers s podtitulem Zánik s hercem Markem Wahlbergem. Téhož roku podepsala smlouvu o její roli Ady Wong v šestém díle Resident Evil: Poslední kapitola (premiéra roku 2016).
V roce 2009 obdržela na festivalu Golden Horse v Tchaj-peji cenu pro nejlepší herečku za hlavní roli ve válečném dramatu The Message.

## Filmografie
| Rok  | Film                             | Role       | Poznámka              |
| ---- | -------------------------------- | ---------- | --------------------- |
| 1994 | Spirit of Cops                   | Shen Fang  |                       |
| 1998 | Seventeen Years                  | Chen Jie   |                       |
| 2005 | Dragon Squad                     | Yu Ching   |                       |
| 2008 | Zakázané království              | Ni Chang   | "Bělovlasá záporačka" |
| 2009 | The Message                      |            |                       |
| 2011 | 1911: Pád poslední říše          |            |                       |
| 2012 | Resident Evil: Odveta            | Ada Wong   |                       |
| 2014 | Transformers: Zánik              | Su Yueming |                       |
| 2016 | Resident Evil: Poslední kapitola | Ada Wong   |                       |